# Định lý Purser

Định lý Puser

Định lý Purser là một định lý trong lĩnh vực hình học phẳng. Định lý nói về điều kiện cần và đủ để hai đường tròn tiếp xúc nhau. Nội dung định lý như sau:
Cho tam giác ABC, và đường tròn {\displaystyle (O)} từ {\displaystyle A,B,C} kẻ ba tiếp tuyến đến {\displaystyle (O)} các tiếp điểm tương ứng là {\displaystyle A',B',C'} khi đó điều kiện cần và đủ để đường tròn {\displaystyle (O)} tiếp xúc với đường tròn ngoại tiếp ABC là:
{\displaystyle BC.AA'\pm CA.BB'\pm AB.CC'=0}
Khi đường tròn {\displaystyle (O)} suy biến thành một điểm ta được định lý Ptoleme.